# Кримська складчаста система
Кримська складчаста система (Кримська складчаста область) є складовою частиною Альпійської геосинклінальної області. Займає крайнє південне положення, її північна межа збігається з південною межею Скіфської платформи, південна з північною межею улоговини Чорного моря. Загальна потужність відкладів цієї складчастої системи становить 8-10 км.